# ROH Best in the World
ROH Best in the World est un pay-per-view de la Ring of Honor (ROH) disponible uniquement en paiement à la séance. La première édition de cet évènement eut lieu en 2006. Quatre éditions ont eu lieu depuis sa création et se déroule chaque année au mois de juin. Ce show était occasionnel en 2006 mais est devenu un show annuel depuis 2011. Ce show est disponible via internet depuis 2011. En 2014, le show fut diffusé pour la première fois en direct sur le câble et par satellite.

## Historique
| Événement                                    | Date         | Lieu                        | Ville                      | Spectateurs | Événement principal                                                                                       |
| -------------------------------------------- | ------------ | --------------------------- | -------------------------- | ----------- | --- |
| Best in the World                            | 25 mars 2006 | Hammerstein Ballroom        | Manhattan (New York)       |             | Samoa Joe & Bryan Danielson vs. KENTA & Naomichi Marufuji                                                 |
| Best in the World 2011                       | 26 juin 2011 | Hammerstein Ballroom        | Manhattan, New York        | 2 500       | Eddie Edwards (c) vs. Davey Richards pour le ROH World Championship                                       |
| Best in the World 2012 : Hostage Crisis      | 24 juin 2012 | Hammerstein Ballroom        | Manhattan, New York        | 1 200       | Kevin Steen (c) vs. Davey Richards dans un "Anything Goes" match pour le ROH World Championship           |
| Best in the World 2013                       | 22 juin 2013 | Du Burns Arena              | Baltimore (Maryland)       | 800         | Jay Briscoe (c) vs. Mark Briscoe pour le ROH World Championship                                           |
| Best in the World 2014                       | 22 juin 2014 | Tennessee State Fairgrounds | Nashville (Tennessee)      | 1 400       | Adam Cole (c) vs. Michael Elgin pour le ROH World Championship                                            |
| Best in the World 2015 : Battle of the Belts | 19 juin 2015 | Terminal 5                  | Manhattan (New York)       | 1 100       | Jay Briscoe (c) vs. Jay Lethal (c) pour le ROH World Championship et le ROH World Television Championship |
| Best in the World 2016                       | 24 juin 2016 | Cabarrus Arena              | Concord (Caroline du Nord) | 800         | Jay Lethal (c) vs. Jay Briscoe pour le ROH World Championship                                             |